# Райли, Джек
Джон Хорн «Джек» Райли (англ. John Horn "Jack" Riley; 13 июня 1909,Чикаго, Иллинойс, США — 22 марта 1993, Кеннилворт, Иллинойс, США) — американский борец вольного стиля и игрок в американский футбол, серебряный призёр Олимпийских игр по борьбе.

## Биография
Родился в 1909 году в Иллинойсе. Учился в New Trier High School, а затем продолжил обучение в Военной академии Святого Иоанна. Во время обучения в академии занимался академической греблей и в 1927 году был капитаном чемпионского экипажа.
Затем поступил в Северо-Западный университет где начал играть в студенческий американский футбол, играл на позиции тэкла. За время, пока он учился в университете, его команда стала двукратным чемпионом Западной конференции, а сам Рейли в 1931 году вошёл в символическую всеамериканскую футбольную сборную College Football All-America Team.
В межсезонье Райли занимался борьбой и в 1931-1932 годах становился чемпионом США по версии NCAA. Был отобран для участия в Олимпийских играх, где завоевал серебряную медаль в тяжёлом весе.
См. таблицу турнира
После Олимпийских игр перешёл в профессиональный футбол, один сезон в 1933 году играл за Бостон Редскинз. В 1934 и 1935 году был профессиональным борцом, провёл 132 встречи и во всех победил.
Во время Второй мировой войны служил в Корпусе морской пехоты, где дослужился до майора. После войны работал торговым представителем, а с 1948 по 1957 год тренировал команду борцов Северо-Западного университета. После 1957 года был владельцем светотехнической компании.
Член Зала славы студенческого футбола (1988).
Умер в 1993 году. Был женат, оставил после себя жену, двух сыновей и дочь, девять внуков.